# God Is a DJ
God Is a DJ är en låt av Faithless, utgiven som singel den 24 augusti 1998 och utgör den första singeln från albumet Sunday 8PM. Låten blev en hit och erövrade första plats på bland annat Hot Dance Club Songs på Billboard och Nederlandse Top 40.

## Låtlista
CD-singel Storbritannien
1. "God Is a DJ" (radio edit) – 03:34
2. "God Is a DJ" (Monster mix) – 06:52
3. "God Is a DJ" (Serious Danger remix)  – 05:09
4. "God Is a DJ" (Sharp remix) – 04:27

CD-singel Europa
1. "God Is a DJ" (radio edit) – 03:33
2. "God Is a DJ" (Monster mix) – 06:53
3. "God Is a DJ" (Serious Danger remix) – 05:09
4. "God Is a DJ" (Sharp remix) – 04:26

CD-singel Frankrike
1. "God Is a DJ" (radio mix) – 03:32
2. "God Is a DJ" (Sharp remix) – 04:26

CD-singel Grekland
1. "God Is a DJ" (radio edit) – 03:33
2. "God Is a DJ" (Monster mix) – 06:53
3. "God Is a DJ" (Serious Danger remix) – 05:09
4. "God Is a DJ" (Sharp remix) – 04:26

Maxisingel
1. "God Is a DJ" (Monster mix) – 08:01
2. "God Is a DJ" (Sharp remix) – 09:21